# Constitución de la República Oriental del Uruguay

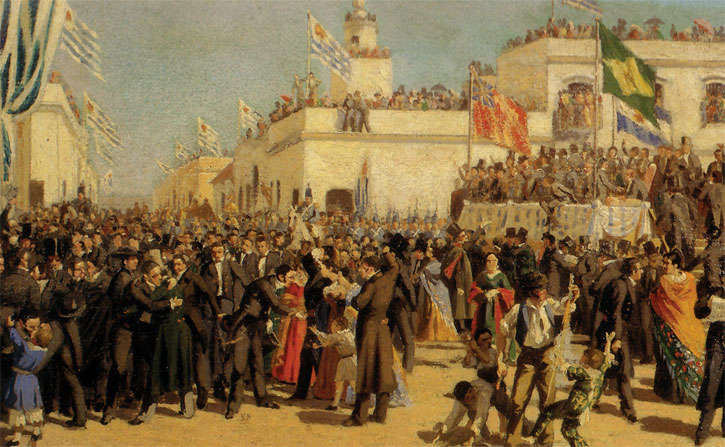
«Boceto para la Jura de la Constitución de 1830» de Juan Manuel Blanes.

La Constitución de la República Oriental del Uruguay es la  carta magna, la norma fundamental escrita de Uruguay de más alta jerarquía. Entre otros asuntos, fija los límites y define las relaciones entre los poderes del Estado y de estos con sus ciudadanos, estableciendo así las bases del gobierno y la organización de las instituciones en que tales poderes se asientan. También garantiza al pueblo derechos y libertades. 
La primera Constitución fue aprobada por la Asamblea General Constituyente y Legislativa del Estado el 10 de septiembre de 1829, fue promulgada el 28 de junio de 1830 y jurada por el pueblo el 18 de julio de 1830. Ha sufrido varias reformas; el texto vigente es básicamente el de 1967, el cual, a su vez, tuvo varias enmiendas posteriores, en particular, la reforma constitucional de 1997.
En el sitio web del Poder Legislativo se puede apreciar el texto vigente en la actualidad, titulado "Constitución 1967 con las modificaciones plebiscitadas el 26 de noviembre de 1989, el 26 de noviembre de 1994, el 8 de diciembre de 1996 y el 31 de octubre de 2004".

## Estructura actual del poder

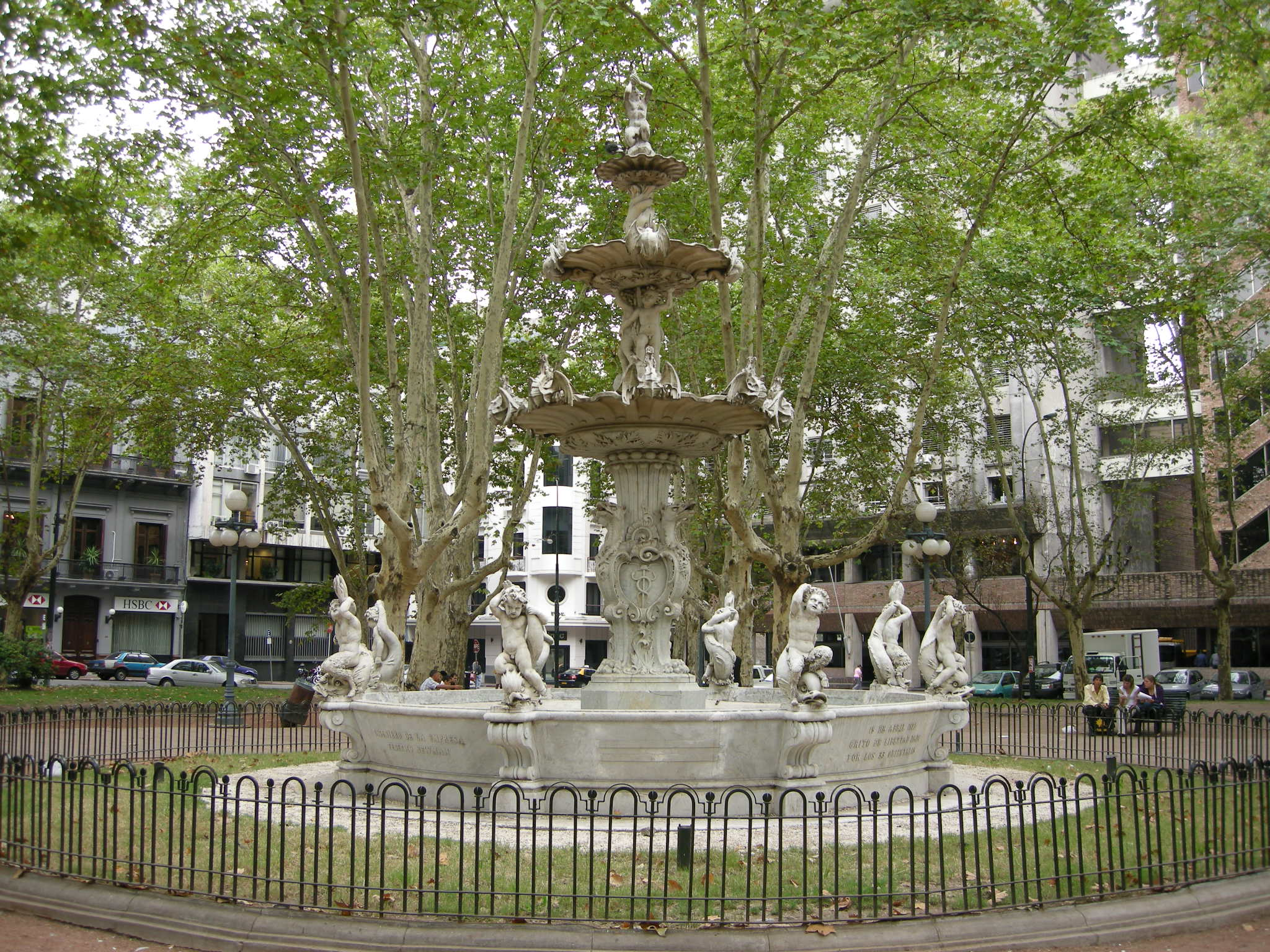
Plaza Constitución o Matriz, donde se juró la primera Constitución.

### Poder Ejecutivo
El Poder Ejecutivo es ejercido por el Presidente de la República, actuando con el ministro o ministros respectivos o con el Consejo de Ministros, a cuyos miembros designa. La sede del Poder Ejecutivo está en Montevideo, ubicado en la Torre Ejecutiva.

### Poder Legislativo
La Asamblea General es el órgano que ejerce el Poder Legislativo. Está compuesta por la Cámara de Representantes y la Cámara de Senadores, las que actuarán separada o conjuntamente, según las distintas disposiciones de la Constitución. 
Es presidida por el Vicepresidente de la República y comienza sus sesiones el primero de marzo de cada año, sesionando hasta el quince de diciembre, o sólo hasta el quince de septiembre, en caso de que haya elecciones, debiendo entonces la nueva Asamblea empezar sus sesiones el quince de febrero siguiente.
La Asamblea General se reúne en las fechas indicadas sin necesidad de convocatoria especial del Poder Ejecutivo. Preside sus sesiones y las de la Cámara de Senadores hasta la toma de posesión del Vicepresidente de la República, el primer titular de la lista de Senadores más votada del lema más votado, de acuerdo a la elección nacional anterior (octubre).
El Presidente de la República puede vetar leyes de manera parcial o total. El Poder Legislativo puede levantar el veto con tres quintos de los votos. Además de aprobar leyes, el Poder Legislativo puede destituir ministros por mayoría simple. Si esto ocurre con menos de dos tercios de los votos, el presidente puede vetar la acción, lo que puede desembocar en la disolución de las cámaras y la convocatoria a elecciones anticipadas.
La Constitución prevé la existencia de una Comisión Permanente, compuesta de cuatro Senadores y siete Representantes elegidos por el sistema proporcional, designados unos y otros, por sus respectivas Cámaras. La Comisión Permanente actúa durante el período de receso de las sesiones ordinarias de la Asamblea General.
La sede de la Asamblea General está en Montevideo, desarrollando sus sesiones en el recinto de la Cámara de Diputados del Palacio Legislativo; allí también se desarrollan las sesiones de esa Cámara, y en el mismo edificio se llevan a cabo las sesiones del Senado de la República (en un recinto diferente).

### Poder Judicial
El Poder Judicial de Uruguay es uno de los poderes del Estado uruguayo, cuya función principal es la jurisdiccional.
El Poder Judicial está dividido en Juzgados y Tribunales, habiéndose adoptado el sistema colegiado para los organismos superiores y el unipersonal para los inferiores. El Poder Judicial también tiene su sede en Montevideo; la Suprema Corte de Justicia de Uruguay desarrolla su actividad en el edificio conocido como Palacio Piria.

## Historia

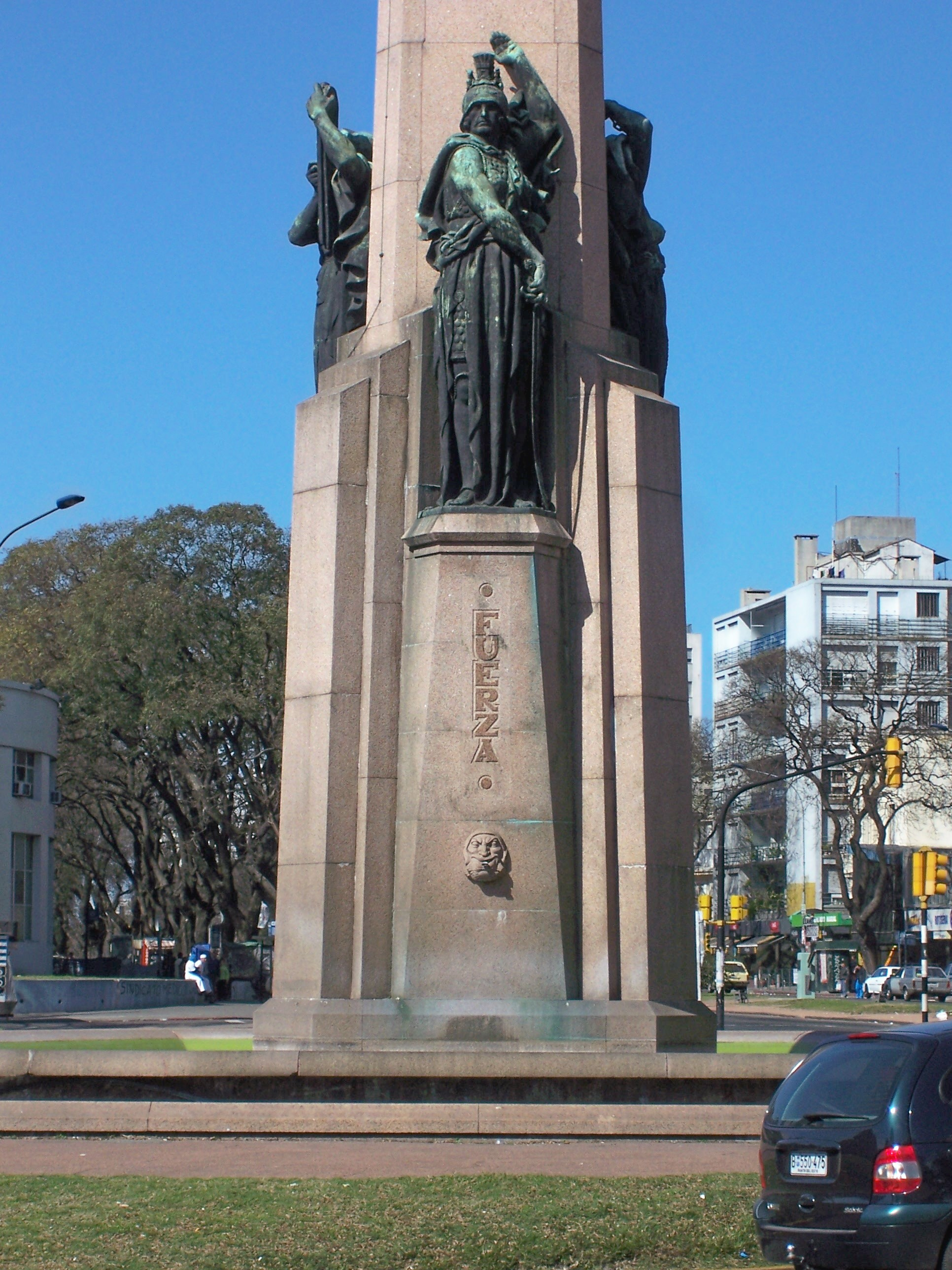
Obelisco erigido en Montevideo en homenaje a los constituyentes de 1830.

### Primera Constitución (1830 - 1918)
La Constitución de Uruguay de 1830 fue la primera Constitución de la actual República Oriental del Uruguay, entonces Estado Oriental del Uruguay. Fue jurada el 18 de julio de 1830.

### Segunda Constitución (1918 - 1933)
La Constitución de Uruguay de 1918 fue plebiscitada el 25 de noviembre de 1917 y entró a regir el 1° de marzo de 1919, luego de un largo y complejo proceso de reforma, de acuerdo con lo preceptuado por la anterior Constitución de 1830.

### Tercera Constitución (1934 - 1942)
A pesar de sus críticas esta es la gran reforma de la jurisprudencia uruguaya, la actual Constitución Nacional es casi una copia literal de esta Carta Magna. Fue aprobada con el 62% del electorado en elecciones libres de 1934, 30% más que la ratificación de 1918, participó la izquierda, una parte de los Batllistas y Liberales se abstuvieron por decisión propia para "no ratificar el golpe de estado" aunque solo fortaleció al nuevo régimen, Gabriel Terra diría que "se abtienen de participar por su clara falta de apoyo popular". La Constitución se efectuó en el marco del Gobierno de facto de Gabriel Terra (1933-1934), apoyado por más del 70% del batllismo con los expresidentes Claudio Williman, José Serrato, Juan Campisteguy, algunos de ellos fueron constituyentes y también por el Vierismo, el Riverismo y el sector mayoritario del Partido Nacional, dirigido por Luis Alberto de Herrera.

### Cuarta Constitución (1942 - 1952)
La Constitución de Uruguay del año 1942 fue una reforma de la anterior Constitución de 1934. Ésta había sido creada en el marco de la dictadura de Terra y, a raíz del llamado "golpe bueno" del presidente Alfredo Baldomir, se decidió reformar la Carta Magna uruguaya, en el entendido de que la anterior no era plenamente democrática.

### Quinta Constitución (1952 - 1967)
La Constitución de Uruguay del año 1952 sustituyó a la anterior Constitución de 1942 y fue el resultado de un pacto político entre el presidente Andrés Martínez Trueba, la Lista 14 y el blanco Luis Alberto de Herrera, con el cometido de restarle poder a Luis Batlle Berres. Consagró el ejecutivo colegiado con el nombre de Consejo Nacional de Gobierno.

### Sexta Constitución (1967 - a la fecha)
La Constitución de Uruguay del año 1967 restauró el Poder Ejecutivo unipersonal, derogando el Consejo Nacional de Gobierno vigente durante los 16 años anteriores, y la figura del Vicepresidente de la República.
Esta Constitución está todavía vigente, aunque ha sufrido varias enmiendas plebiscitadas en 1989, 1994, 1996 y 2004. Si bien hay quienes consideran a las enmiendas de 1996 como una nueva Constitución, el Parlamento continúa considerándolas como cambios a la Constitución de 1967. 

### Posteriores intentos de reforma
En el año 2010, durante el gobierno de José Mujica, circuló la propuesta de realizar una nueva reforma con la intención de alterar el calendario electoral. Algunos también apuntaban a discutir el tema sobre el balotaje, mientras que otros fueron más a fondo, y proponían cambiar la forma de gobierno actualmente vigente en Uruguay, la de una república presidencialista, por una república parlamentaria, y añadiendo la figura del primer ministro.
En ocasión de las elecciones de 2019 se sometió a la consideración de la ciudadanía una reforma constitucional que promovía cambios en materia de seguridad pública. La propuesta de reforma constitucional no fue aprobada, al haber recibido 1.139.433 votos, el 46,83% de la ciudadanía.
En 2024, concomitancia con las elecciones de octubre se plebiscitaron dos reformas:
- artículo 11: allanamientos nocturnos,[5]
- artículo 67: seguridad social.[6]

Ninguno de los dos plebiscitos alcanzó la mayoría absoluta de votos, por lo que ninguno fue aprobado.